# Exoneura hamulata
Exoneura hamulata är en biart som beskrevs av Cockerell 1905. Exoneura hamulata ingår i släktet Exoneura och familjen långtungebin. Inga underarter finns listade i Catalogue of Life.

## Bildgalleri

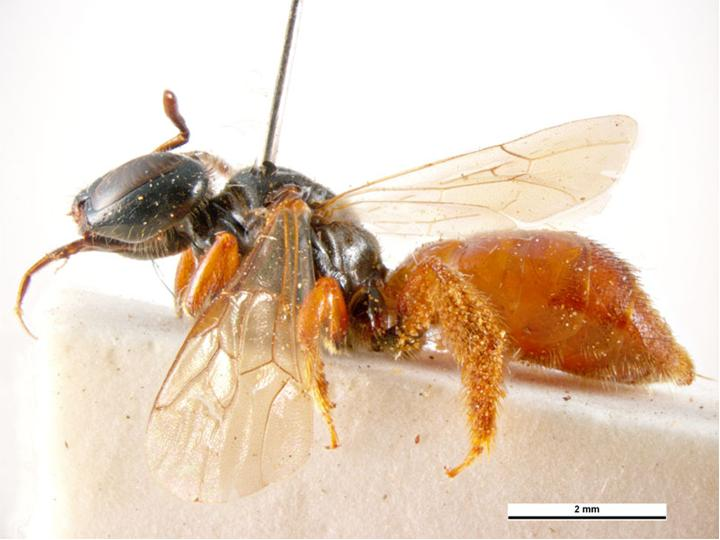